# Un furfante tra i boyscout
Un furfante tra i boyscout (Bushwhacked) è un film del 1995 di Greg Beeman.

## Trama
"Mad" Max Grabelsky è uno svitato fattorino pasticcione della Freedom Express, gestita da Marty, che si trova dalla parte sbagliata della legge quando viene accusato di un omicidio che non ha commesso: l'appartamento in cui doveva effettuare la consegna notturna è bruciato ed il destinatario del pacco è perito nell'incendio. Inoltre il pacco contiene un mucchio di banconote e Max, preso dal panico, pensa che l'unica alternativa sia fuggire. Ruba una macchina, ma la polizia lo insegue, ritenendolo colpevole.
Arriva in un negozio per chiedere informazioni sul luogo in cui è diretto e parcheggia l'auto nel posto per i disabili. Una guida scout, vedendo la macchina, decide di metterci sopra un avviso. Mentre parla con la guida dell'accaduto, il negoziante, avendo ascoltato notizie al TG, capisce che Max è l'accusato dell'incendio e di conseguenza Max, arrabbiatosi, tira fuori una pistola presa nella casa incendiata e ordina alla guida di incollarsi la faccia sull'auto rubata. Grabelsky scappa con la jeep della guida scout e viene confuso per il capo scout derubato da un gruppo di ragazzi-scout che lo aspettavano.
Gli viene incaricato di dirigersi al Picco del Diavolo, luogo in cui doveva portare un altro pacchetto dell'individuo risultato ucciso da lui. La mattina seguente, i ragazzi arrivano alla conclusione che Grabelsky è un assassino, ma questi riesce a spiegare il malinteso. Come una squadra, arrivano al "Devil Peak" ed incontrano il presunto morto. Riescono a salvarsi con l'aiuto della madre scout di uno dei ragazzi, arrivata più tardi per caso. Successivamente Grabelsky viene eletto "guida scout" ed ha l'incarico di portare, oltre al reparto 12, un centinaio di altri bambini per le altre escursioni.

## Produzione
Il film è stato girato in California, fra: Placerville (lungo l'American River), sul Lago Tahoe, Alta e Los Angeles.
Inizialmente il film venne pensato come spin-off di Mamma, ho perso l'aereo, con Daniel Stern che sarebbe dovuto tornare nei panni del ladro Marv.